# Michelle Valiente
Michelle Sharon Valiente Amarilla (Fernando de la Mora, 7 de mayo de 1998) es una deportista paraguaya que compite en voleibol, en la modalidad de playa.
Junto a su compañera Giuliana Poletti, participaron en los Juegos Olímpicos de París 2024 tras consagrarse ganadoras, junto a sus compañeras Erika Mongelós y Fiorella Núñez, en el Clasificatorio Olímpico de la Confederación Sudamericana de Voleibol (CSV) llevado a cabo en Luque, Paraguay.

## Carrera
Su carrera deportiva se desarrolló inicialmente en el voleibol de salón, y en 2012 estuvo representando a la selección de Paraguay en el Campeonato Sudamericano Sub-20 en Lima, y finalizó en el octavo lugar, en el mismo año también representó en la edición del Campeonato Sudamericano Sub-18 en Callao, cuando jugaba en la posiciónde opuesto.
En la temporada 2012, en voleibol de playa, formó dupla con Neyle Sanabria y en la primera edición del Circuito de Paraguay quedaron subcampeón de la etapa de San Bernardino, y tercer lugar de la etapa de Asunción. En 2013 debutó en el Circuito Sudamericano 2012-13 junto a Adriana Martí en la etapa Pocitos (Montevideo), cuando terminaron en quinto lugar, y en la etapa de Asunción estuvo junto a Patricia Caballero, alcanzando la novena posición, estuvieron juntas en la etapa de Puerto La Cruz, cuando terminaron en quinto lugar, terminaron noveno en la etapa de Cochabamba, y estuvieron juntos en la etapa de Girardot, y avanzaron a la semifinal, y en la disputa por el bronce terminaron cuartas; Aún esta temporada, debutó en el World Tour en el Grand Slam de Corrientes, y se clasificó por primera vez al Mundial de 2013 en Stare Jabłonki, época en la que eran entrenadas por el brasileño Pedro Paulo da Costa (Pepê), donde terminaron en el trigésimo séptimo lugar.
Aún en 2013, formó dupla con Erika Mongelós en las eliminatorias en Asunción para los Juegos Olímpicos de la Juventud de Nankín 2014, y quedaron subcampeonas, también estuvieron en Montevideo Fueron medallistas de bronce en la XVII edición de los Juegos Bolivarianos de Trujillo de 2013. En 2014 formó dupla con Gabriela Filippo y ganaron el título de la etapa Luque del Circuito Paraguayo, clasificaron al Circuito Sudamericano 2013-14 y estuvieron juntas en la etapa Macaé, quedando quinta tras la eliminación en cuartos de final, y también estuvieron en la etapa de Viña del Mar, finalizando en noveno lugar, juntos obtuvieron el quinto lugar en las etapas de Sucre, tras la eliminación en cuartos de final, y en Cochabamba.
Ese mismo año, estuvo junto a Erika Mongelós en la etapa clasificatoria de Cochabamba para los Juegos de la Juventud de Nankín, ganando el título, luego compitieron en el Circuito Sudamericano 2013-14 en la etapa San Miguel de Tucumán, también compitieron en la etapa de Montevideo, alcanzando el quinto lugar y el noveno en la etapa de Lima, y el noveno en la etapa de Medellín. Compitieron en los Juegos Olímpicos de la Juventud de Verano y terminaron en noveno lugar, luego estuvieron juntas en el Circuito Paraguayo Sub-18 y fueron campeonas, incluso compitieron juntas en el Campeonato Mundial Sub-21 de 2014 en Lárnaca y terminaron en el decimoséptimo lugar, y novenas en el Mundial U19 de Oporto 2014.
Juntas estuvieron en el Circuito Sudamericano 2014-15, en la primera etapa disputada en Bocana (Ecuador), y terminaron en quinto lugar. También compitieron en el escenario de Miramar (Buenos Aires) de la Copa Continental 2014. En 2015 continuaron juntos en el Circuito Sudamericano 2014-15, en la etapa de Montevideo, terminaron en novena posición, quinto en la etapa Camuri Chico (Venezuela), repitiendo hazaña en Coquimbo, luego retoma su sociedad con Gabriela Filippo en el Circuito Sudamericano en la etapa Punta Negra, y terminan en quinto lugar, conquistando la medalla de plata en la etapa Sucre, siendo la primera final de la dupla, y compitió nuevamente junto a Erika Mongelós en la etapa de Cochabamba, y finalizó en quinto lugar.
Aún en 2015, compitió junto a Erika Mongelós y se clasificó al Campeonato Mundial de Vóley Playa de 2015 a través de las eliminatorias, época en la que eran dirigidas por el brasileño Adriano Garrido, pero fue junto a Gabriela Filippo que compitieron en el citado campeonato mundial, cuando finalizó en el decimoséptimo lugar, y finalizó quinto en la etapa de Buenos Aires, de la Gran Final del CSVP 2014-15. Ese mismo año compitió con Gabriela Filippo en la segunda fase de la Copa Continental en San Bernardino (Paraguay), y ganó el título y en la fase disputada en Montevideo estuvo con Erika Mongelós. En el World Tour de 2015, estuvo junto a Patricia Caballero en el Abierto de Río de Janeiro.
En 2016, junto a Patricia Caballero, obtuvo su segundo título en la etapa de Asunción en el Circuito Paraguayo, y fueron medallistas de bronce en los III de los Juegos Bolivarianos de Playa en Iquique 2016, inició el Circuito Sudamericano en el Limoeiro junto a Gabriela Filippo, en la etapa Morón, consiguieron medalla de bronce, y cuarto lugar en la etapa Vicente López, y quedaron subcampeones en la etapa Asunción. En este mismo recorrido estuvieron juntos en el Circuito Mundial, el Abierto de Fortaleza y el Grand Slam de Long Beach, ambos terminaron en la vigésima quinta posición, y lograron el cuarto lugar en la Final del CSVP 2015-16 en Cochabamba; y también compitió en la Copa Continental en Rosario, terminando en segundo lugar.
Aún en la ronda 2016, volvió a competir en voleibol bajo techo por el Deportivo San José, incluso al lado de Mongelós y Caballero, logrando el título del torneo clausura del campeonato nacional.  Estuvo junto a Mongelós en la edición del Mundial Sub-21 disputado en Lucerna y finalizaron en quinto lugar, en el Open de Maceió en el Circuito Mundial y en el Circuito Sudamericano 2015-16 en Cochimbo, y Ancón, también obtuvieron el cuarto lugar en la etapa de Cartagena de Indias, luego, estuvieron junto a Diana Mereles en la edición del Campeonato Mundial U19 en Lárnaca, cuando terminaron en el decimoséptimo lugar.
En 2017 se convirtió en la primera atleta en ser Reina de la Playa del circuito nacional, retoma la dupla con Erika Mongelós y obtuvo el bronce en el Circuito Sudamericano en la etapa de Coquimbo, el subcampeonato en la etapa Ancón, y cuarto lugar en el Grand Slam de Rosario, estuvo en la etapa San Fernando de Apure con Patricia Caballero y terminaron quintas, y ganaron la medalla de oro en la XVIII edición de los Juegos Bolivarianos de 2017 en Santa Marta; luego, junto a Giuliana Poletti, disputó el Mundial sub-21 en Nankín y finalizó en noveno lugar. Con María Janina Ocampos formó parte del equipo de voleibol bajo techo de St. Petersburg College y ganó el título de la Conferencia Suncoast.
En la temporada 2018, con Patricia Caballero ganó la medalla de oro en los Juegos Suramericanos de 2018 en Cochabamba, y volvió a actuar con Erika Mongelós y estuvo en la etapa Nova Viçosa del Circuito Sudamericano 2017-18, luego con Patricia Caballero quedó subcampeona en la etapa Rosario, luego con Erika Mongelós fue subcampeona en la etapa Coquimbo del Circuito Sudamericano, y terminaron quintas en la etapa Santa Cruz Cabrália, y en las Finales del CSV en Lima, en el Circuito Mundial consiguieron el inédito bronce en el torneo con una estrella de Manila.
Inició con Erika Mongelós la jornada 2019 del Circuito Sudmericano, luego continuó con Patricia Caballero, logrando el segundo lugar en la etapa de Copa Continental en Asunción, y el cuarto lugar en la etapa Lima del Circuito Sudamericano; con Giuliana Poletti compitió en los Juegos Suramericanos de Playa de 2019 quedando eliminada en cuartos de final. Retomó la dupla con Patricia Caballero en el Circuito Sudamericano 2019 en el escenario de Brasilia, compitieron en el Mundial de Hamburgo 2019 y el Pan de Lima 2019, en los que terminaron en el séptimo lugar, también terminaron quintos en la una estrella. torneos del Circuito Mundial en Vaduz y Knokke-Heist.
En 2020 inició las competencias de la época junto a Patricia Caballero en el Circuito Sudamericano de Coquimbo, en dicho circuito estuvo junto a María Johana Ocampos en la etapa de Lima, con Patricia Caballero finalizó séptima en las Finales del CSVP 2019-20 en Santiago de Chile, compitiendo en 2021, y también séptima en la etapa de Santiago del Circuito Sudamericano 2020-21. Continuó en 2021 con Erika Mongelós y ganando el título en la etapa de Copa Continental y el tercer lugar en la Final de Copa Continental, ambos en Asunción. Con Laura Ovelar inició el periplo 2022, compitieron en el Circuito de España y finalizaron primera en la etapa de Ribadesella y quinta en Madrid, y estuvieron juntas en el Circuito Sudamericano 2021-22 en la etapa de Mollendo; y con Erika Mongelós compitió en el Espinho Challenge y en los Futures de Lovaina y Liubliana, finalizando cuarto en las Finales del CSV 2021-22 en Uberlândia, y terminando en quinto lugar en los Juegos Suramericanos de 2022.
En 2023, al lado de Laura Ovelar, finalizó cuarta en la etapa de Santiago del Circuito Sudamericano 2022-23, luego junto a Erika Mongelós, fue subcampeona en las etapas del Circuito Sudamericano de Rancagua, San Juan (Argentina) y en Malargüe; volviendo a competir con Mongelós en las pruebas del Circuito Mundial, también en el circuito sudamericano, fueron medallistas de plata en la etapa de Río Hondo, en Cayena, y en las Finales del CSV 2022-23 en Uberlândia, y ganó medallas de oro en los Juegos Suramericanos de Playa de 2023 en Santa Marta. Juntas compitieron en la edición 2023 del Campeonato Mundial de Vóley Playa en las ciudades mexicanas de Tlaxcala, Apizaco y Huamantla, y también compitieron en los Juegos Panamericanos de 2023.